# Lege fizică
Legile fizice sunt generalizări științifice, frecvent matematic exprimate, ale unor observații empirice ale naturii. Se exprimă ca relații între mărimi fizice și sunt aplicabile pe grupuri (mulțimi) fizice definite și/sau clase de fenomene fizice. Legile științei sau legile științifice sunt declarații care descriu sau prezic o serie de fenomene naturale. O lege științifică este o declarație bazată pe experimente sau observații repetate care descriu un aspect al lumii naturale. 

## Istorie
Observarea faptului că în natură există regularități datează din timpul preistoric, deoarece recunoașterea relațiilor cauză-efect este o recunoaștere implicită a faptului că există legi ale naturii. Recunoașterea unor astfel de regularități ca legi științifice independente per se, totuși, a fost limitată de entuziasmul lor în animism și de atribuirea multor efecte care nu au cauze ușor evidente - cum ar fi fenomenele meteorologice, astronomice și biologice - acțiunilor diferiți zei, spirite, ființe supranaturale etc. Observarea și speculațiile despre natură au fost strâns legate de metafizică și de moralitate.
Conform unei viziuni pozitiviste, în comparație cu conturile pre-moderne ale cauzalității, legile naturii înlocuiesc nevoia de cauzalitate divină pe de o parte și conturi precum teoria formelor lui Platon pe de altă parte. 
În Europa, teoretizarea sistematică despre natură a început cu filozofii și oamenii de știință greci timpurii și a continuat în perioadele imperiale elenistice și romane, timp în care influența intelectuală a legii romane a devenit din ce în ce mai importantă.

## Proprietăți
Legile științifice sunt de obicei concluzii bazate pe experimente științifice repetate și observații de-a lungul multor ani și care au devenit acceptate universal în cadrul comunității științifice. O lege științifică este "dedusă din fapte particulare, aplicabile unui grup sau unei clase de fenomene definite și exprimabile prin afirmația că un anumit fenomen apare întotdeauna dacă sunt prezente anumite condiții". Producerea unei descrieri sumare a mediului nostru sub forma unor astfel de legi este un obiectiv fundamental al științei.